# Die Erste Nacht
Die Erste Nacht ist ein deutscher Kurzfilm von Timo Landsiedel aus dem Jahr 2003.

## Handlung
Nachts macht sich ein junger Mann allein auf den Weg nach Hause. Die Geräusche der Nacht verdichten sich zu einem unsichtbaren Verfolger, von dem der Mann durch die Nacht gehetzt wird.

## Kritik und Hintergrund
Die Erste Nacht ist eine Hommage an die Invasionsfilme der 1950er und 1960er Jahre. Ohne Dialog gelingt es dem Kurzfilm trotz seiner kurzen Laufzeit, eine dichte Atmosphäre der Spannung und der Verstörung aufzubauen. Der Newsletter der kulturellen Filmförderung Schleswig-Holstein schreibt:

„In Die erste Nacht […] spielt Regisseur Timo Landsiedel gekonnt mit der Dramaturgie von Psycho- bzw. Splattermovies.“

## Festivals (Auswahl)
- Open Air Filmfest Weiterstadt 2003
- 45. Nordische Filmtage Lübeck 2003 – 16. Filmforum Schleswig-Holstein
- KUFIFE Hochschule der Medien Stuttgart 2003
- Bilderrausch Fachhochschule Kiel 2003
- 22. Filmfest München 2004 'Lange Nacht der Shocking Shorts'
- 20. Internationales Kurzfilm-Festival Hamburg 2004 'Made in Hamburg'